# KK Budućnost Podgorica
Der KK Budućnost Podgorica (Sponsorenname: Budućnost VOLI Podgorica) ist ein montenegrinischer Basketballverein aus Podgorica. Man spielt zurzeit in der ersten montenegrinischen Liga sowie in der Adriatischen Basketballliga (ABA-Liga). Außerdem nimmt der Verein am EuroCup teil.

## Geschichte
Budućnost Podgorica wurde 1949 gegründet. Die ersten Dekaden nach der Gründung hatte der Club außer auf regionaler (montenegrinischer) Ebene keine nennenswerte Erfolge. Erst 1980 gelang der Aufstieg in die erste Jugoslawische Liga. Mit Ausnahme der Saison 1985/86 (Abstieg in die zweite Liga) spielte Buducnost immer in der ersten jugoslawischen Liga. Bis zum Zerfall Jugoslawiens gelang es dem Klub jedoch nicht einen nationalen Titel zu gewinnen. In der Saison 1995/96 gewann der Klub zum ersten man den Pokal von Serbien und Montenegro. Zwei Jahre später konnte man diesen Erfolg wiederholen. Nach den ersten Pokalsiegen gelang es Buducnost  zwischen 1999 und 2001 drei Meistertitel in Folge zu gewinnen. Dabei wurden in der Saison 2000/01 von 27 Spielen kein Spiel in der regulären Saison und den Play-offs verloren. In der gleichen Saison startete Buducnost zum ersten Mal in der EuroLeague, nachdem man in den 1990er Jahren Teilnehmer des Korac- und Saporta-Cups war. Seit der Saison 2001/02 spielt Buducnost auch in der ABA-Liga. Die Saison 2003/04 war für Buducnost die letzte in der gemeinsamen Liga mit Serbien. Nach der Abspaltung von Serbien gab es erst in der Saison 2006/07 eine eigene Montenegrinische Meisterschaft. Hier ist Buducnost die überlegene Mannschaft und hat bisher 12 von 13 möglichen Meisterschaften gewonnen. International war der Gewinn der ABA-Liga 2018 der größte Erfolg.

## Aktueller Kader
| Nr. | Nat.               | Name              | Position | Geburt     | Größe  | Info |
| --- | ------------------ | ----------------- | -------- | ---------- | ------ | ---- |
| 0   | Vereinigte Staaten | Juwan Morgan      | Forward  | 17.04.1997 | 201 cm |      |
| 1   | Vereinigte Staaten | Rasheed Sulaimon  | Guard    | 09.03.1994 | 194 cm |      |
| 3   | Vereinigte Staaten | Fletcher Magee    | Guard    | 13.11.1996 | 193 cm |      |
| 7   | Montenegro         | Andrija Slavković | Forward  | 15.02.1999 | 203 cm |      |
| 10  | Serbien            | Nikola Tanasković | Center   | 21.10.1997 | 205 cm |      |
| 11  | Vereinigte Staaten | Yogi Ferrell      | Guard    | 09.05.1993 | 182 cm |      |
| 13  | Montenegro         | Đorđe Jovanović   | Forward  | 15.05.2003 | 200 cm |      |
| 23  | Kroatien           | Mateo Drežnjak    | Forward  | 08.03.1999 | 195 cm |      |
|     | Ukraine            | Oleksandr Kovliar | Guard    | 26.06.2002 | 191 cm |      |
|     | Vereinigte Staaten | Skylar Mays       | Guard    | 05.09.1997 | 191 cm |      |
|     | Frankreich         | Axel Bouteille    | Forward  | 14.04.1995 | 201 cm |      |
|     | Frankreich         | Jerry Boutsiele   | Center   | 16.12.1992 | 208 cm |      |
|     | Vereinigte Staaten | James Thompson IV | Center   | 18.01.1995 | 208 cm |      |

| Nat.      | Name          | Position   |
| --------- | ------------- | ---------- |
| Slowenien | Andrej Žakelj | Head Coach |

| Abk. | Bedeutung                       |
| ---- | ------------------------------- |
| Nr.  | Trikotnummer                    |
| Nat. | Nationalität                    |
| C    | Mannschaftskapitän              |
| S    | Suspension                      |
|      | Verletzungsbedingte Inaktivität |

## Erfolge
- Meister Adriatische Basketballliga: 2018
- Montenegrinischer Meister (12): 2007, 2008, 2009, 2010, 2011, 2012, 2013, 2014, 2015, 2016, 2017, 2019
- Montenegrinischer Pokalsieger (12): 2007, 2008, 2009, 2010, 2011, 2012, 2014, 2015, 2016, 2017, 2018, 2019
- Meister Serbien & Montenegro: 1999, 2000, 2001
- Pokalsieger Serbien & Montenegro: 1996, 1998, 2001